# Лієвче-Поле

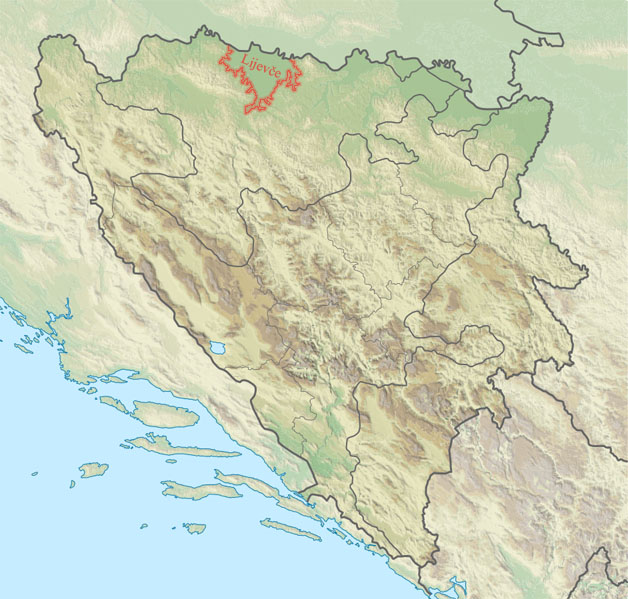
Лієвче-Поле на мапі Боснії та Герцеговині

Лієвче-Поле (серб. Лијевче поље, босн. і хорв. Lijevče polje) - це невеликий географічний регіон на півночі Боснії та Герцеговині. Лієвче-Поле є рівниною, розташованою між річками Сава та Врбас та горою Козара. Він включає населені пункти, що входять до складу громад Градишка, Србаца і Лакташі, в регіоні Баня-Луки Республіки Сербської. Це частина ширшої історичної області Боснійської країни.

## Географія
Макро-гора річки Врбас в гирлі річки Сава називається Лієвче-Поле, і ця назва відноситься до рівнини, яка простягається від лівого берега Врбаса вниз за течією від Клашниці і має довжину близько 34 кілометрів. На північ вирва западини розширюється і майже доходить до Градишки, так що річка Сава є її північним кордоном. Він знаходиться приблизно на початку Врбаса, між Савой на півночі, Просарою на заході, Мотаїцею на сході та Козарою на південному заході. Західний кордон рівнини визначається контурними лініями заввишки 120 метрів над рівнем моря у бік Підкозар'я. Загальна площа родовища становить близько 500 км. Кордони дають рівнині грубо трикутний контур.
Перетинаючи м'які алювіальні ґрунти, річка Врбас та її притоки змінили своє русло, створюючи численні звивини, заплави та прориваючи нові русла. В 1943 Врбас відкрив нове гирло річки Сава, приблизно в 350 метрах вгору за течією від попереднього. Частина річки Сава має алювіально-смуговий характер і частково схильна до щорічних затоплень Сави.
Великі ставки Брадач та Йовач все ще видно на супутниковому знімку. Матура - це старе русло Врби, русло якої тече на схід. Найперша згадка про це русло відноситься до 1443, коли він був записаний у статуті як "aqua piscatura Mlaterma vocata".
Це сільськогосподарський регіон із дуже родючими землями.

## Назва
Назва долини походить від пізньосередньовічного міста Левач, яке розташовувалося на території сучасного поселення Ламінці Среджяні. Поширення назви міста на рівнині вздовж нижньої течії річки Врба також сприяло створенню нахії Лефче (серб. Лефче, босн. і хорв. Lefče, тур. nahiye Lefçe) на початку османського володарювання. Тут, як і в інших випадках, османи прийняли вже існуючу назву. Лівачське поле з'являється в писемних джерелах ще до заснування Османської імперії (1540). Перша згадка цього імені як "поля Врбаса", міститься в листі Славонського магната Людовіка Пекрі, датованому травнем 1537 року. Пекрі доповів ерцгерцогу Австрії Фердинанду II у тому, що османи залишили своїх коней пастися на " полі Врбаса " . У квітні 1538 року хорватсько-слов'янський бан Петар Кеглевіч використав цю назву в угорській формі, транскрибованій на латину - Lewachmezed (угор. Lewachmező) - долина Лівацького поля (серб. долина Левач поље).
У червні того ж року з'явився ще один запис про те, що османи залишили своїх коней у "campo lewach". Наприкінці 1538 року бан Тома Надажді запропонував одному з банів з кіннотою "campum Levacz invader et omnia Illic Flamma et ferro miscere", тоді як інша частина армії мала одночасно атакувати з кораблями і піхотою і знову звільнити Босанську Градишку від османів.

## Населені пункти
Цей регіон охоплює Градішку на північному заході, Србац на північному сході та Лакташі у південній точці рівнини. Регіон включає наступні населені пункти:
- Бардача

- Нова-Топола

- Маховляні

- Трошелі

- Кукуля

- Кочичево

- Ламінці-Среджяні

- Лакташі

- Машичі

- Доні Карайзовці

- Горні Карайзівці

- Розбій Лієвачки

- Роголі

- Ровіне

## Історія
Під час Другої Світової Війни у цьому регіоні відбулася битва між хорватськими військами усташів та сербськими військами четників.

## Пам'ятки
Собор Преображення Господнього - сербська православна церква в населеному пункті Розбій Лієвачки, збудована у другій половині 20 століття.

## Спорт
У цьому регіоні розташований футбольний клуб ФК Лієвче.